# František Holík
František Holík (geboren am 23. Oktober 1998) ist ein ehemaliger tschechischer Skispringer.

## Werdegang
International trat František Holík ab 2012 regelmäßiger bei Wettkämpfen der Fédération Internationale de Ski in Erscheinung. Am 14. September 2013 gab er im norwegischen Lillehammer sein Debüt im Skisprung-Continental-Cup, wurde jedoch aufgrund eines nicht regelkonformen Sprunganzuges disqualifiziert.
Holík nahm an den Nordischen Junioren-Skiweltmeisterschaften 2014 im italienischen Predazzo teil. Bei seinen ersten Junioren-Skiweltmeisterschaften belegte er den 30. Platz im Einzelspringen sowie gemeinsam mit Filip Sakala, Jan Michalek und Vojtěch Štursa den zehnten Platz im Teamspringen.
Am 17. Januar 2015 erreichte er beim Continental-Cup-Springen in Sapporo als Neunter sein bis dahin bestes Resultat in dieser Wettbewerbsserie. Am darauffolgenden Tag gewann er mit dem zwölften Platz im zweiten Wettbewerb von Sapporo weitere Wertungspunkte. Im Gesamt-Continental-Cup 2014/15 brachten ihm diese 51 Punkte den 98. Rang ein. Eine Woche später debütierte er am 24. Januar 2015 im Rahmen der Weltcup-Saison 2014/15 an gleicher Stelle mit einem 49. Platz im Skisprung-Weltcup.
Darüber hinaus war Holík in diesem Winter Teilnehmer beim Europäischen Olympischen Winter-Jugendfestival 2015 in Tschagguns. Dort erreichte er im Einzelspringen den neunten und im Teamspringen zusammen mit Lukáš Kantor, Dušan Doležel und Robert Szymeczek den achten Rang. Im Mixed-Team-Springen gelang ihm an der Seite von Jana Mrákotová, Robert Szymeczek und Zdeňka Pešatová der Sprung auf den dritten Platz und somit der Gewinn der Bronzemedaille.
Eine Woche später trat er auch zu zwei Wettbewerben bei den Nordischen Junioren-Skiweltmeisterschaften 2015 in Almaty an. Im Einzelspringen erlangte er den 42. Platz. Gemeinsam mit Vojtěch Štursa, Jan Michalek und Viktor Polášek sprang er im Teamwettkampf der Junioren auf den neunten Rang. Die beiden Wettkämpfe wurden wie schon die bei dem Winter-Jugendfestival absolvierten und wie im Junioren-Bereich allgemein üblich jeweils von der Normalschanze ausgetragen.
Ein Jahr später reiste er für das tschechische Team zu den Olympischen Jugend-Winterspielen 2016 in Lillehammer. Dort wurde er Zehnter im Einzelspringen und Siebter im Mixed-Team-Springen, in dem neben ihm auch Zdeňka Pešatová und Ondřej Pažout für Tschechien antraten. Bei den Nordischen Junioren-Skiweltmeisterschaften 2016 in Râșnov in der darauffolgenden Wochenahm er nur am Teamspringen der Junioren teil, in dem er mit Viktor Polášek, Jan Michalek und Tomáš Vančura Sechster wurde.
Die Nordischen Junioren-Skiweltmeisterschaften 2017 in Park City brachten František Holík den 30. Platz im Einzelspringen und neben Damián Lasota, Dušan Doležel und Viktor Polášek den siebten Rang im Teamspringen der Junioren ein. An der Seite von Barbora Blažková, Viktor Polášek und Jana Mrákotová wurde er Siebter im gemischten Team.
Ein Jahr später waren die Nordischen Junioren-Skiweltmeisterschaften 2018 in Kandersteg die fünften und altersbedingt letzten für Holík. Er wurde 56. im Einzel, Elfter mit dem Junioren-Team, das noch aus Dušan Doležel, Radek Selcer und Radek Rýdl bestand und mit Zdeňka Pešatová, Dušan Doležel und Jana Mrákotová Neunter im Mixed-Team-Springen.
Am 1. Oktober 2022 startete er in Klingenthal zum ersten Mal im Skisprung-Grand-Prix. Im Mixed-Team-Springen wurde er gemeinsam mit Klára Ulrichová, Karolína Indráčková und Benedikt Holub Zehnter. Im Einzel war er einen Tag zuvor auf dem 61. Platz an der Qualifikation für den Wettbewerb gescheitert.
Nach mehreren Jahren ohne Teilnahmen an Großveranstaltungen reiste er mit dem tschechischen Team zu den Winter World University Games 2023 in Lake Placid. Dort wurde er Zwölfter im Einzelspringen von der Normalschanze. Im Mai 2023 gab Holík die Unterbrechung seiner sportlichen Laufbahn bekannt.
Nach dem Ende der Saison 2023/24 gab Holík, zusammen mit zwei Teamkollegen, Radek Rýdl und Kryštof Hauser, seinen Rücktritt bekannt.

## Statistik
Continental-Cup-Platzierungen
| Saison  | Platz | Punkte |
| ------- | ----- | ------ |
| 2014/15 | 098.  | 0051   |
| 2015/16 | 131.  | 0019   |
| 2016/17 | 173.  | 0001   |
| 2019/20 | 105.  | 0038   |
| 2021/22 | 121.  | 0020   |